# Luca De Fusco
Luca De Fusco (Napoli, 10 luglio 1957) è un regista teatrale, direttore teatrale e direttore artistico italiano.

## Biografia
Nato a Napoli nel 1957, si laurea in Discipline dello spettacolo al DAMS di Bologna. Ha diretto negli anni ottanta il Festival delle Ville Vesuviane e dal 2011 al 2014 il Napoli Teatro Festival Italia. Per dieci anni, dal 2000, è stato direttore del Teatro stabile del Veneto Carlo Goldoni e per quasi altrettanti, dal 2011 al 2019, direttore del Teatro Stabile di Napoli, che ha portato alla qualifica di Teatro Nazionale. Ha dapprima lavorato molto per Rai Radio 3, quindi, come regista lirico, per Teatri come il San Carlo, La Fenice, il Massimo di Palermo, l'Arena di Verona.
Come regista teatrale ha diretto attori, come Eros Pagni, Gianrico Tedeschi, Mario Scaccia, Massimo Ranieri, Lina Sastri, Gaia Aprea, Lucia Lavia, Galatea Ranzi, Luca Lazzareschi e firmato tre regie al Teatro greco di Siracusa, tra cui lo spettacolo del centenario. Ha inventato, assieme a Maurizio Giammusso, il premio Le Maschere del Teatro Italiano, anche noto come Oscar del Teatro, la cui cerimonia finale è trasmessa in diretta da Rai 1.
Nel biennio 2005-2006 è stato presidente dell’Associazione dei Teatri Stabili italiani.
Nei dieci anni di direzione dello Stabile del Veneto ha acquisito nuovi soci, come il comune di Vicenza, migliorato la posizione ministeriale del teatro, alzato il numero degli spettatori.
Nei quasi dieci anni di direzione  del Teatro Stabile di Napoli, ha raggiunto la promozione a Teatro Nazionale nel 2015. Durante la sua gestione lo Stabile ha più che raddoppiato fatturato e spettatori, compiendo inoltre numerose tournée internazionali.
Nel 2022 è approdato alla direzione del Teatro Stabile di Catania.
Il 20 gennaio 2024 è stato nominato direttore artistico della Fondazione Teatro di Roma, ente stabile della capitale, che comprende il Teatro Argentina, il Teatro India, il Teatro Valle e il Teatro Torlonia. È il Teatro Nazionale di Roma.

## Regie
- Il centro dell'Aleph, testo tratto da L'Aleph di Jorge Luis Borges. Venezia (1980)
- Casanova a Spa, inedito di Arthur Schnitzler (1987)
- Turandot di Carlo Gozzi (1988)
- La brocca rotta di Heinrich von Kleist (1988)
- Le smanie per la rivoluzione di Siro Ferrone (1989)
- La finta serva di Pierre de Marivaux (1990)
- Il discepolo del diavolo di George Bernard Shaw (1992)
- Anonimo veneziano di Giuseppe Berto (1994)
- Senilità, dal romanzo di Italo Svevo (1995)
- La finta serva di Pierre de Marivaux (1995)
- Cronache italiane di Stendhal (1998)
- La Certosa di Parma, dal romanzo di Stendhal (1999)
- L'isola del tesoro di Robert Louis Stevenson (2000)
- Il viaggio a Venezia, tratto da Andrea o I ricongiunti di Hugo von Hofmannsthal (2001)
- I Venexiani di Giuseppe Manfridi (2002)
- La bottega del caffè di Carlo Goldoni (2002)
- Il trionfo dell'amore di Pierre de Marivaux (2003)
- George Dandin di Molière (2004)
- La trilogia della villeggiatura di Carlo Goldoni (2005-2007)
- Giovanna d'Arco di Maria Luisa Spaziani (2005)
- Il mercante di Venezia di William Shakespeare (2006)
- Eracle di Euripide (2007)
- Elettra di Sofocle (2007)
- Lei. Cinque storie per Casanova di Paola Capriolo, Benedetta Cibrario, Carla Menaldo, Maria Luisa Spaziani, Mariolina Venezia (2008)
- Peccato che sia una sgualdrina di John Ford (2008)
- L'impresario delle Smirne di Carlo Goldoni (2009)
- Vestire gli ignudi di Luigi Pirandello (2010)
- Andromaca di Euripide (2011)
- L'opera da tre soldi di Bertolt Brecht (2011)
- Antigone di Valeria Parrella (2012)
- Un paio di occhiali, da Anna Maria Ortese (2013)
- Antonio e Cleopatra di William Shakespeare (2013)
- L'amorosa inchiesta, tratto dall'opera omonima di Raffaele La Capria (2014)
- Il giardino dei ciliegi di Anton Čechov (2014)
- D'estate con la barca di Giuseppe Patroni Griffi (2014)
- Orestea di Eschilo (2015)
- Macbeth di William Shakespeare (2016)
- Sei personaggi in cerca d'autore di Luigi Pirandello (2017)
- Salomè di Oscar Wilde (2018)
- La tempesta di William Shakespeare (2019)
- Sei personaggi in cerca d'autore di Luigi Pirandello (2021)
- Così è (se vi pare) di Luigi Pirandello (2022)
- Come tu mi vuoi di Luigi Pirandello (2023)
- Anna Karenina da Lev Tolstoj (2023)
- Guerra e Pace da Lev Tolstoj (2024)
- Edipo Re di Sofocle (2025)

### Rai
- Per Rai Radio ha realizzato numerosi sceneggiati radiofonici, tra i quali la versione della Storia della mia vita di Giacomo Casanova, in 120 puntate.